# Terentius alboscutarius
Terentius alboscutarius är en insektsart som beskrevs av Tian och Yuan. Terentius alboscutarius ingår i släktet Terentius och familjen hornstritar. Inga underarter finns listade i Catalogue of Life.